# Hawaiiansk dollar
Hawaiiansk dollar var en valuta som användes av Kungariket Hawaii och senare Republiken Hawaii mellan 1847 och 1898. Den delades upp i 100 cent eller keneta. Sedlarna fanns i valörerna 10, 20, 50 och 100.